# Sophie Rostopchine
Sophie Fjodorovna Rostopchine, comtesse de Ségur, (Russisch: Софья Фёдоровна Ростопчина, Sofia Fjodorovna Rostoptsjina) (Sint-Petersburg, 1 augustus 1799 – Parijs, 9 februari 1874) was een Franse schrijfster van Russische geboorte. Tegenwoordig is zij het meest bekend door haar roman Les Malheurs de Sophie.

## Levensloop
Sophie verhuisde in 1817 met haar familie van Rusland naar Frankrijk. In 1819 trouwde ze met de graaf Eugène de Ségur. Deze kocht in 1822 het slot Nouettes in Aube (Basse-Normandie) en Sophie de Ségur leefde daar met haar kinderen. Met het publiceren van romans begon ze in 1856. In 1872 verkocht ze het slot Nouettes en vertrok naar Parijs.
Als auteur van kinderboeken was Mémoires d'un âne ('Herinneringen van een ezel') haar succesvolste boek. Beroemd zijn ook haar feeënsprookjes (Nouveaux Contes de fées). Ook haar deels autobiografische roman Les Malheurs de Sophie is nog steeds bekend.